# 图卢加诺夫卡村委员会
图卢加诺夫卡村委员会（俄语：Тулугановский сельсовет）是俄罗斯联邦阿斯特拉罕州沃洛达尔斯基区所属的一个村委员会。其下辖有1个居民点，行政中心为图卢加诺夫卡。据2015年统计，该村委员会的人口为864人。